# Laguna 513
La Laguna 513, conocida también como 513a, es una laguna de origen glaciar y se encuentra en la Cordillera Blanca en el departamento de departamento de Áncash, Perú. Se ubica a 4431 m s.n.m, y se alimenta del deshielo del nevado Hualcán (6125 m s.n.m.). Es de un color turquesa intenso. Se le conoce por 513 o 513a, debido a que se alimenta del Glaciar n.° 513 de acuerdo al Inventario Nacional de Glaciares. Hidrológicamente forma parte de la subcuenca del río Cchuchún cuyas aguas llegan hasta el océano Pacífico. Se han registrado aluviones a partir del desborde de agua por la caída de bloques de hielo, por lo que se construyeron túneles de desfogue y sifones para controlar el nivel de sus aguas. Actualmente se encuentra en condiciones normales y bajo monitoreo, aunque por su ubicación representa un riesgo para la ciudad de Carhuaz. Los pobladores de Hualcán (centro poblado cercano) consideraban que en esa área se encontraban lagunas encantadas y evitaban visitarla, en caso de tener que ir a esas zonas se hacían bendecir o rezaban. 

## Ubicación y Acceso

### Ubicación
Ubicada al pie del nevado Hualcán (6125 m s.n.m.) en la Cordillera Blanca. En las coordenadas geográficas WGS 84 de 9° 12’ 44’’ latitud sur y 77° 32’ 59’’ longitud oeste.

### Acceso
Partiendo de la ciudad de Huaraz, se toma la carretera hacia el norte en el Callejón de Huaylas hasta la ciudad de Carhuaz llegando a ella luego de un recorrido de 35 km. La laguna 513 se encuentra aproximadamente a 19 km de la ciudad de Carhuaz. Para llegar a ella puede recorrerse un trayecto a través de una carretera afirmada hasta un punto conocido por los locales como Sonquillpampa o Pampa Shonquil, después de pasar el centro poblado de Hualcán. Al llegar a Shonquilpampa, empieza una caminata de 6.5 km aproximadamente hasta la laguna. El sendero atraviesa inicialmente una planicie y posteriormente un bosque menor de quenuales para luego ascender hasta la morrena del nevado Hualcán en donde se encuentra la laguna.
En el camino se puede apreciar una laguna menor alimentada por las aguas de la laguna 513. Esta pequeña laguna se llama Rajupaquinán y está conectada a la 513 por un camino de herradura, que fue construido en 1992, cuando se realizaban actividades de control de desembalse en la laguna 513. Hasta el día de hoy se conservan algunas chozas en el camino, que sirvieron de refugio a los trabajadores de la obra.

## Origen y evolución
La laguna 513 empezó a formarse a principios de 1970, antes de eso el espacio ocupado actualmente por la laguna era un cuenco glaciar, que estaba lleno de hielo, a partir del deshielo del nevado Hualcán se empezó a formar la laguna, para fines de los 80's la laguna ya estaba completamente formada y sujeta a monitoreos por los ingenieros de Estudios Básicos y de la división de Estudios Glaciológicos de la Unidad de Glaciología y Recursos Hídricos de la Autoridad Nacional de Agua.

## Monitoreo y estructuras de control

### Inicio del monitoreo de la Laguna 513
La laguna 513 se formó a partir del rápido retroceso de la lengua glaciar del nevado Hualcán. Incluso alrededor de la laguna no hay vegetación por esta razón, ya que deviene de un cuenco morrénico. De la misma forma, el volumen de la laguna se incrementó rápidamente al empezar a formarse, a dichas condiciones se añade la presencia de hielos colgantes (conocidos también como glaciares colgantes) casi sobre la alguna, y que debido a su ubicación siempre se han considerado como factores críticos de riesgo por los constantes GLOFS y potenciales aluviones. Al detectarse su formación se empezó a evaluar su potencial riesgo por autoridades peruanas.
Hacia el año 1985 la laguna 513 era bastante más grande e inestable, llegando a tener 120 m de profundidad, además era alimentada por un gran caudal que provenía del enorme glaciar del nevado Hualcán. Los ingenieros César Portocarrero Rodríguez y Andrés Huamán consideraron de suma importancia implementar medidas de seguridad a partir del estudio de los potenciales daños que pudiera ocasionar una avalancha de la laguna, en 1988 se pusieron en contacto con los investigadores extranjeros John Reynolds (Inglaterra) y Georg Kaser (Italia) los que en conjunto identificaron las condiciones de riesgo.

## Aluviones
La laguna 513 tiene un historial conocido de aluviones que han afectado a las poblaciones que se encuentran ubicadas sobre la cuenca que origina, como el centro poblado de Hualcán o la ciudad de Carhuaz. En la actualidad se pueden avistar aluviones menores que incluso pueden llegar a la laguna varias veces al día. El 16 de octubre del año 2003, se desprendió un bloque de hielo que causó la muerte de 9 personas que se dedicaban a recoger hielo de la base de la montaña (hieleros). El año 2010 se registró un alud de mayor intensidad que destruyó canales de riego, puentes, estructuras viales y casas. Se registró una sola víctima, pero dicho evento asustó a los pobladores y autoridades que diseñaron un sistema de alerta temprana (SAT) para monitorear la laguna con apoyo del gobierno suizo y peruano.